# Miss Universo 1993
Miss Universo 1993 foi a 42ª edição do concurso, realizada no Auditorio Nacionall, na Cidade do México, em 21 de maio daquele ano. A portorriquenha Dayanara Torres foi coroada numa competição que contou com setenta e nove candidatas. Esta foi a terceira vez que o México sediou o concurso de Miss Universo e a terceira vez que uma portorriquenha foi coroada Miss Universo
Nas semanas anteriores à final televisionada, as candidatas participaram de eventos oficiais e fizeram turismo pelos estados de Campeche, Oaxaca, Zacatecas e Querétaro, além de visitarem o centro histórico de Xochimilco. Uma marca negativa da final foi o festival de vaias dirigidas pelos mexicanos aos jurados durante quase toda a cerimônia,após a não classificação da Miss México, Angelina Gonzales entre as 10 semi-finalistas. As vaias foram particularmente dirigidas à Miss EUA, Kenya Moore, e aos jurados mexicanos Lupita Jones, Miss Universo 1991 e ao pintor e escultor José Luis Cuevas, considerados responsáveis pela não-classificação de González.

## Evento
As primeiras favoritas da imprensa foram a Miss Brasil Leila Schuster, Miss Colômbia Paula Bettancourt, Miss Austrália Voni Delfos, Miss Espanha Eugenia Santana, Miss EUA Keyna Moore, Miss Venezuela Milka Chulina e Miss Islândia Maria Run, entre outras. Após as preliminares, as comentaristas da transmissão televisiva Angela Visser e Cecilia Bolocco, duas Misses Universo anteriores, diziam que esperavam que Schuster do Brasil, Moore dos EUA e Chulina da Venezuela estivessem nas Top 10. As três realmente entraram entre as dez, acompanhadas das candidatas da Austrália, Espanha, Colômbia, Finlândia, República Tcheca, Índia e Dayanara Torres, Miss Porto Rico. A brasileira liderou o grupo, conseguindo as mais altas notas nas preliminares.
Talvez um dos momentos mais constrangedores da história do Miss Universo,veio a seguir com o festival de vaias do público ao resultado,quando se tornou público que a Miss México não estava no grupo das 10 semifinalistas e particularmente contra a inclusão da Miss USA, a negra Kenya Moore. As vaias se prolongaram por boa parte do evento, dirigidas com mais vigor aos próprios jurados mexicanos durante o concurso:a Miss Universo 1991 Lupita Jones e o muralista José Luis Cuevas. As vaias foram frequentes durante o concurso para os dois,pois o público supostamente entendeu que os dois eram os culpados pela não classificação da candidata local.O ufanismo dos mexicanos ao longo das semanas do concurso foi severamente criticado pela imprensa internacional,que entendeu que não existia fairplay no país.Um fato semelhante ocorreria novamente 14 anos mais tarde, quando o concurso voltou ao México e a Miss USA se tornou novamente alvo de "bullying" por parte dos mexicanos.

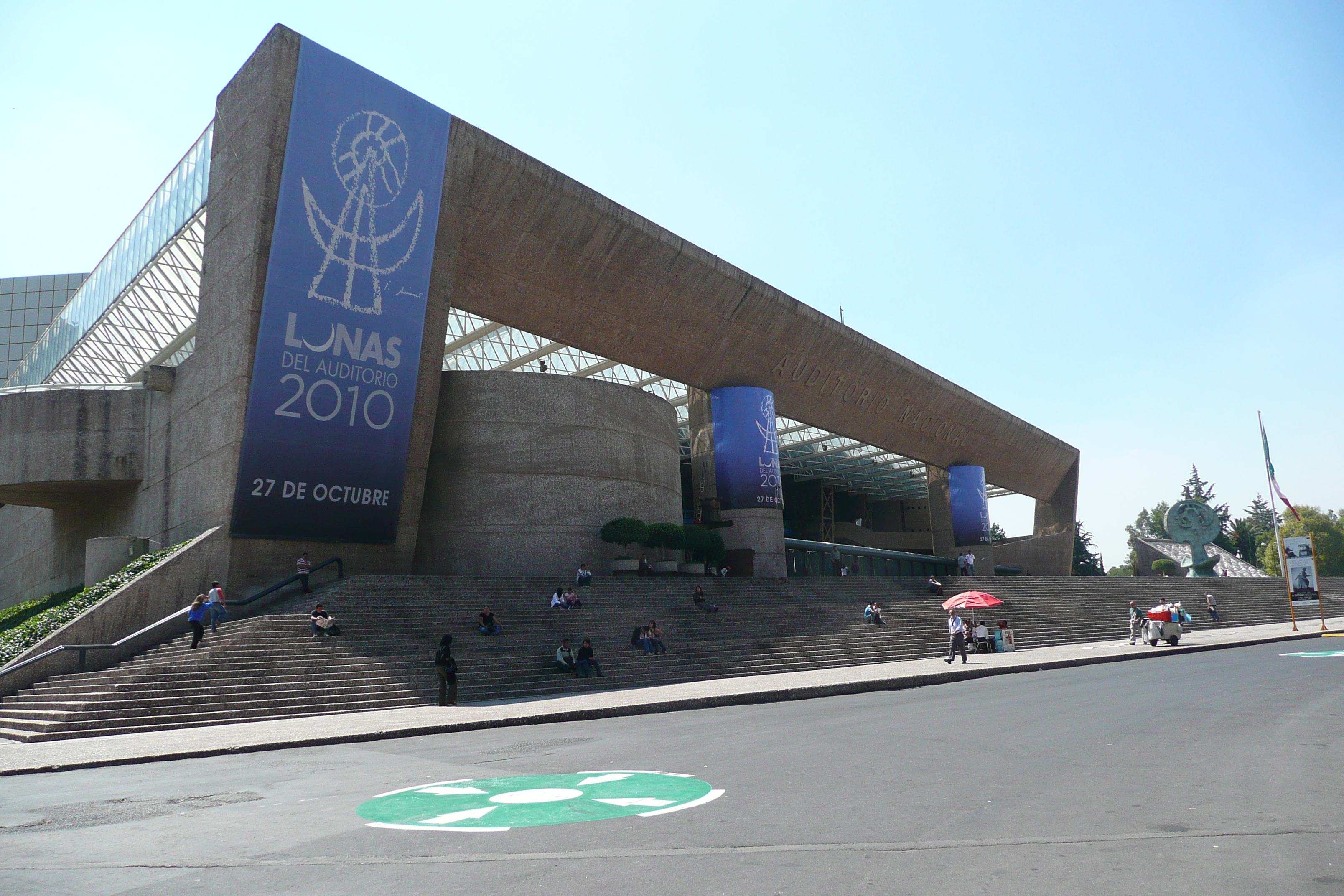
Auditorio Nacional, local do concurso na Cidade do México.

Após as três etapas seguintes, para descrédito do público, a favorita Miss Brasil, que liderou as preliminares, acabou não chegando ao Top 6, principalmente por notas muito baixas dadas por dois jurados, um deles a atriz Maria Conchita Alonso. No lugar dela entrou a elegante Miss Índia, acompanhada de Venezuela, Colômbia, Austrália, EUA e para surpresa de muitos, a baixinha Miss Porto Rico. Esperava-se uma disputa final entre Austrália, Colômbia e Venezuela, mas em vez da greco-australiana Delfos os jurados incluíram Torres no Top 3, transformando a decisão numa disputa entre latinas.
No final, Dayanara Torres  – de rosto lindo, mas baixinha,com quadris largos e celulite visível mostrada durante o desfile de maiô e que havia passado desapercebida durante o Miss Beleza Internacional em 1992, levou a coroa, a terceira para Porto Rico, derrubando duas grandes favoritas Colômbia e Venezuela, sendo uma das mais novas Miss Universo da história, com apenas 18 anos.Fontes na época diziam que Torres,tinha "fabricado" sua idade e que ela tinha 17 anos.
Dayanara tornou-se uma grande Miss Universo, tornando-se cada vez mais elegante e sofisticada a medida que o reinado continuava. Quando foi à Manila no ano seguinte, passar a coroa à sua sucessora – a indiana Sushmita Sen – o povo filipino se apaixonou por ela, que acabou vivendo três anos no país, construindo uma carreira artística na mídia asiática. De volta a seu país em 1998, ela gravou um disco,que foi um sucesso nas paradas latinas, e a sua boneca foi lançada em Porto Rico e nas Filipinas. Em 2000 ela casou-se com o cantor Marc Anthony, com quem teve dois filhos e divorciou-se em 2004. Dayanara é uma grande celebridade em seu país até os dias atuais. 

## Resultados

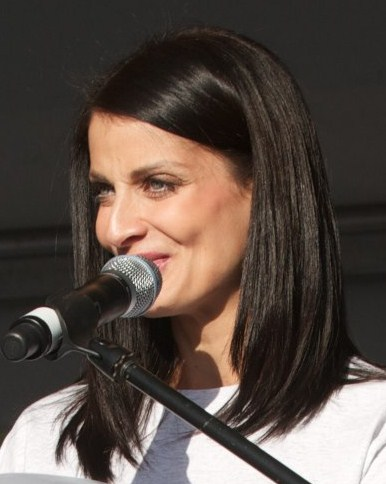
Dayanara Torres, Miss Universo 1993, em 2011.

| Colocação                | Candidata                                                   | País                                            |
| ------------------------ | ----------------------------------------------------------- | ----------------------------------------------- |
| Miss Universo 1993       | Dayanara Torres                                             | Porto Rico                                      |
| 2º lugar                 | Paula Betancourt                                            | Colômbia                                        |
| 3º lugar                 | Milka Chulina                                               | Venezuela                                       |
| Semifinalistas (Top 6):  | Voni Delfos Namrata Shirodkar Kenya Moore                   | Austrália · Índia · Estados Unidos              |
| Semifinalistas (Top 10): | Leila Schuster Pavlina Baburkova Tarja Smur Eugenia Santana | Brasil · República Tcheca · Finlândia · Espanha |
| Premiações especiais     |                                                             |                                                 |
| Miss Simpatia            | Jamila Danzuru                                              | Gana                                            |
| Miss Fotogenia           | Eugenia Santana                                             | Espanha                                         |
| Melhor Traje Típico      | Ine Strand                                                  | Noruega                                         |

## Candidatas
Em negrito, a candidata eleita Miss Universo 1993. Em itálico, as semifinalistas.
| - Alemanha - Verona Feldbusch - Argentina - Alicia Ramón - Aruba - Dyane Escalona - Austrália - Voni Delfos (F, MM) - Áustria - Rosemary Bruckner - Bahamas - Marietta Sands - Bélgica - Sandra Joine - Belize - Melanie Smith - Bolívia - Roxana Becerra - Brasil - Leila Schuster (SF) - Bulgária - Lilia Koeva - Canadá - Nancy Elder - Chile - Szavka Polak - Chipre - Photini Spyridonos - Cingapura - Rena Ramiah Devi - Colômbia - Paula Betancourt (2°) - Coreia do Sul - Yoo Ha-Young - Costa Rica - Katarina Rodriguez - Curaçao - Elsa Rozendal - Dinamarca - Maria Hirse - El Salvador - Katherine Mendez - Equador - Arianna Mandini - Espanha - Eugenia Santana (SF, MF) - Estados Unidos - Kenya Moore (F) - Estónia - Kersti Tänavsuu - Filipinas - Melinda Gallardo - Finlândia - Tarja Smura (SF) - França - Veronique de la Cruz - Gana - Jamila Danzuru (MS) - Grã-Bretanha - Kathryn Middleton - Grécia - Kristina Manoussi - Guam - Charlene Gumataotao - Guatemala - Diana Galvan - Honduras - Denia Marlen Reyes - Hong Kong - Emily Lo - Hungria - Zsanna Pardy - Ilhas Caimã - Pamela Ebanks - Ilhas Virgens Americanas - Cheryl Simpson - Ilhas Virgens Britânicas - Rhonda Hodge - Índia - Namrata Shirodkar (F) | - Irlanda - Sharon Ellis - Islândia - Maria Haflidadóttir - Israel - Yana Khodyrker - Itália - Elisa Jacassi - Jamaica - Rachel Stuart - Japão - Yukiko Shiki - Líbano - Samaya Chadrawi (2° TT) - Luxemburgo - Nathalie dos Santos - Malásia - Lucy Narayanasamy - Malta - Roberta Borg - Marianas Setentrionais - Victoria Todela - Ilhas Maurícias - Danielle Pascal - México - Angelina Gonzales - Namíbia - Anja Schroder - Nicarágua - Luisa Urcuyo - Nigéria - Rihole Gbinigie - Noruega - Ine Strand (TT) - Nova Zelândia - Karly Kinnaird - Países Baixos - Angelique van Zalen - Panamá - Giselle Gonzales - Paraguai - Carolina Barrios - Peru - Deborah de Souza-Peixoto - Polónia - Marzena Wolska - Porto Rico - Dayanara Torres (1°) - Portugal - Carla Marisa da Cruz - República Dominicana - Odalisse Rodriguez - República Tcheca - Pavlina Baburkova (SF) - Roménia - Angelica Nicoara - Sri Lanka - Chamila Wickramesinghe - Essuatíni - Danila Faias - Suécia - Johanna Lind - Suíça - Valérie Bovard - Suriname - Jean Zhang - Tailândia - Chattharika U-bolsiri - Trinidad e Tobago - Rachel Charles - Turcas e Caicos - Michelle Mills - Turquia - Ipek Gumusoglu (3° TT) - Uruguai - María Fernanda Navarro - Venezuela - Milka Chulina (3°, CMB) |

- A Miss Indonésia Indira Sudiro, presente na cidade do México, acabou impedida de participar do concurso, depois que nas preliminares seu desfile na etapa de desfiles de traje de banho foi considerada imoral por seu governo e ela foi obrigada a deixar a competição após uma determinação do Conselho de Assuntos da Mulher da Indonésia.[7]